# Courroux
Courroux é uma comuna da Suíça, situada no distrito de Delémont, no cantão de Jura. Tem 19,21 km² de área e sua população em 2018 foi estimada em 3.314 habitantes.